# John Fletcher Darby

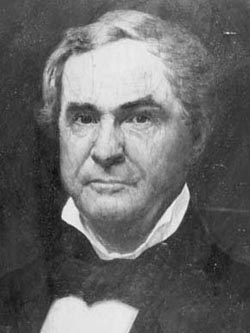
John Fletcher Darby

John Fletcher Darby (* 10. Dezember 1803 im Person County, North Carolina; † 11. Mai 1882 bei Pendleton Station, Missouri) war ein US-amerikanischer Politiker. Zwischen 1851 und 1853 vertrat er den Bundesstaat Missouri im US-Repräsentantenhaus.

## Werdegang
John Darby besuchte die öffentlichen Schulen seiner Heimat und kam im Jahr 1818 mit seinem Vater in das Missouri-Territorium, wo er auf einer Farm arbeitete. 1825 zog er nach Frankfort in Kentucky. Nach einem anschließenden Jurastudium und seiner Zulassung als Rechtsanwalt begann er in St. Louis in diesem Beruf zu arbeiten. Gleichzeitig schlug er als Mitglied der Whig Party eine politische Laufbahn ein. Zwischen 1835 und 1841 war er zwei Mal Bürgermeister von St. Louis.
1838 gelang Darby der Einzug in den Senat von Missouri. Bei den Kongresswahlen des Jahres 1850 wurde er im ersten Wahlbezirk von Missouri in das US-Repräsentantenhaus in Washington, D.C. gewählt, wo er am 4. März 1851 die Nachfolge des Demokraten James B. Bowlin antrat. Bis zum 3. März 1853 konnte er eine Legislaturperiode im Kongress absolvieren. Diese waren von den Diskussionen um die Sklaverei geprägt.
Nach seinem Ausscheiden aus dem US-Repräsentantenhaus zog sich John Fletcher Darby aus der Politik zurück. In den folgenden Jahren und Jahrzehnten arbeitete er im Bankengewerbe. Er starb am 11. Mai 1882 nahe der heutigen Ortschaft Pendleton im Warren County.